# Baba Vanga
Baba Vanga (tiếng Bulgaria: Баба Ванга, n.đ. 'Grandmother Vanga') (31 tháng 1 năm 1911 – 11 tháng 8 năm 1996), tên khai sinh là Vangelia Pandeva Dimitrova (tiếng Bulgaria: Вангелия Пандева Гущерова, nhũ danh Сурчева), sau khi kết hôn đổi thành Vangelia Gushcherova (Вангелия Гущерова), là một nhà tiên tri, một nhà nghiên cứu thảo dược. Bà bị mù từ năm 12 tuổi và sống gần trọn cuộc đời ở vùng Rupite, thuộc dãy núi Kozhuh, Bulgaria. Nhiều người hữu khả năng tiên đoán tương lai.

## Cuộc sống
Vanga sinh ra ở Strumica, sinh sống ở đế quốc Ottoman, sau đó tới sống ở vương quốc Bulgaria, vương quốc Nam Tư, và trở lại sống ở Bulgaria, Cộng hoà xã hội chủ nghĩa liên bang Nam Tư và cuối cùng sống ở Cộng hoà Macedonia. Trong suốt cuộc sáp nhập Bulgaria lần thứ hai (1941-1944) bà đã chuyển tới Petrich, (tiếp đó cho tới sau này sống ở Bulgaria). Khi sinh ra, bà là một đứa trẻ sinh thiếu tháng và gặp nhiều đau khổ với những biến chứng về sức khoẻ. Theo truyền thống của địa phương, những đứa trẻ như thế sẽ không được đặt tên cho đến lúc có khả năng sống sót. Sau khi đứa trẻ này cất tiếng khóc chào đời đầu tiên, một bà đỡ đã ra ngoài phố và yêu cầu một người lạ cho một cái tên. Người lạ đó đã đề xuất một cái tên là Andromaha, nhưng nó đã không được chấp nhận bởi nó mang tính chất "quá Hy Lạp", bởi vậy lời đề xuất của người thứ hai, Vangelia (tiếng Hy Lạp: Βαγγελία, "báo trước một thông điệp tốt lành", từ các thành phần: "ευ-" có nghĩa là tốt và "άγγελος" có nghĩa là thông điệp), đã được chấp nhận, tuy cũng là một cái tên Hy Lạp nhưng phổ biến cho nhiều vùng miền.
Thời thơ ấu, Vangelia là một cô gái bình thường như bao bạn bè khác. Cha của bà đã bị gọi nhập ngũ vào quân đội Bulgaria trong suốt Thế chiến thứ nhất, và mẹ của bà mất khi bà còn khá trẻ, do đó bà sống cùng với những người hàng xóm trong một thời gian dài. Vanga rất thông minh, với đôi mắt xanh dương và mái tóc vàng óng. Khả năng của bà bắt đầu bộc lộ khi bà tự nghĩ ra và yêu thích trò chơi "chữa bệnh" (healing) – bà kê đơn một vài thảo dược cho bạn bè mình, những người sẽ đóng vai bị ốm. Cha của bà sau đó kết hôn với một người phụ nữ tốt, nhờ vậy mà bà có một người mẹ kế chăm sóc.
Một bước chuyển biến trong tiểu sử của Vanga là một câu chuyện về một cơn bão đã cuốn bà lên cao rồi hất rơi xuống một cánh đồng (tuyên bố này chưa được xác minh). Bà được tìm thấy sau một cuộc tìm kiếm dài, trong tình trạng vô cùng hoảng sợ còn mắt thì đầy cát và bụi khiến bà không thể mở mắt ra được. Các phương pháp cứu chữa đều không đem lại kết quả. Và bà đã không thể nhìn được từ đó.
Năm 1925, Vanga được đưa đến ngôi nhà dành cho những người không may mắn vì mất thị giác (Blind House) ở thành phố Zemun (Serbia). Bà đã ở đây 3 năm, được dạy đọc chữ nổi (Braille), chơi piano, cũng như khâu vá, nấu nướng, và dọn dẹp. Sau cái chết của người mẹ kế, bà trở về nhà để chăm sóc những đứa em nhỏ. Gia đình bà rất nghèo và bà phải làm việc cật lực suốt cả ngày.
Năm 1939 Vanga mắc chứng viêm màng phổi mặc dù những năm gần đây sức khỏe của bà khá tốt. Nhiều bác sĩ cho rằng bà sẽ chết sớm nhưng thực tế thì bà đã hồi phục nhanh chóng.

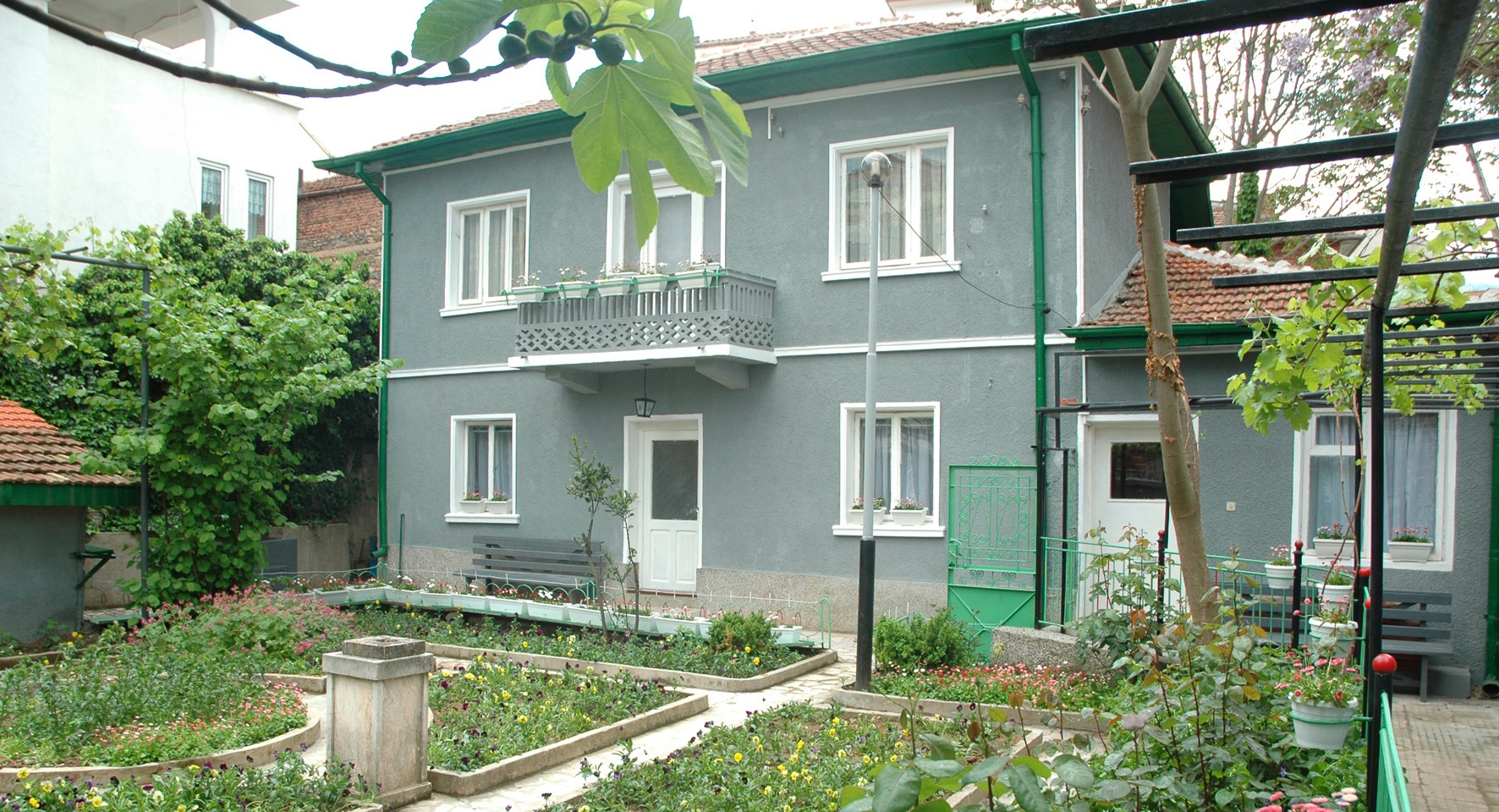
Nhà của Vanga tại thành phố Petrich

Trong Thế chiến II Vanga được rất nhiều người tin theo – một số đến gặp bà với hy vọng nhận được những lời gợi ý về thân nhân của họ còn sống hay không, hoặc tìm ra nơi mà họ sẽ chết. Ngày mùng 8 tháng 4 năm 1942, vua Bulgari- Boris III đã đến gặp bà.
Ngày 10 tháng 5 năm 1942 Vanga cưới Dimitar Gushterov, một người sống ở gần Petrich, đã đến gặp bà để hỏi về kẻ đã sát hại anh trai mình, nhưng phải hứa với bà rằng sẽ không sát hại người này. Ngay trước đám cưới, Dimitar và Vanga chuyển đến Petrich, nơi mà bà sớm trở thành người được nhiều người biết đến. Dimitar sau đó phải gia nhập Quân đội Bulgari cho đến khi Bulgari sáp nhập Bắc Hy Lạp. Ông mắc một căn bệnh vào năm 1947, nghiện rượu, và cuối cùng chết vào ngày mùng 1 tháng 4 năm 1962.
Vanga chết vào ngày 11 tháng 8 năm 1996. Tang lễ của bà với đông người tham dự trong đó có nhiều người có chức sắc cao.
Ngôi nhà ở Petrich của bà trở thành bảo tàng và mở cửa vào ngày 5 tháng 5 năm 2008.

## Sự nghiệp
Vanga là người mù chữ hoặc bán biết chữ. Bà đã không viết một cuốn sách nào. Giọng nói của bà rất khó phân biệt và nặng về tiếng địa phương (cho nên gần đây nhiều bản tin trên ti vi có phụ đề cho người Bulgari). Tất cả những gì mà Vanga nói ra đều được ghi chép lại cẩn thận. Sau này nhiều cuốn sách bí truyền về cuộc sống và dự đoán của Vanga được viết rất nhiều.
Vanga cho hay, với khả năng phi thường của mình, bà đã biết đến sự tồn tại của nhiều sinh vật vô hình, nhưng bà không thể giải thích rõ nguồn gốc của chúng. Bà nói rằng chính những sinh vật này đã cung cấp thông tin về mọi người cho bà. Theo Vanga, cuộc sống của mỗi người đứng trước mặt bà như một cuốn phim từ lúc sinh ra cho tới lúc chết. Nhưng thay đổi "những gì được viết trong dòng thời gian" là một điều vượt quá khả năng của bà. 
Bà được cho là đã báo trước sụp đổ của Liên bang Xô Viết, Thảm hoạ Chernobyl, chiến thắng trong cuộc bầu cử của Boris Yeltsin, ngày Stalin chết, sự chìm của con tàu Nga Kursk, và chiến thắng của Topalov trong giải thi đấu cờ vua thế giới. 
Vanga cố gắng tiên đoán sự ra đời của những đứa trẻ chưa được sinh ra. Bà nói rằng bà đã "nhìn thấy" và "nói chuyện" với những người đã chết trước đó hàng trăm năm. Vanga nói về tương lai, mặc dù bà không thích điều đó. Theo cách nói của bà, 200 năm nữa con người sẽ liên lạc được với những người anh em trong tâm thức từ những thế giới khác. Bà nói rằng nhiều người ngoài hành tinh đã sống trên Trái Đất từ lâu. Họ đến từ các hành tinh mà theo ngôn ngữ của họ gọi là Vamfim, và là hành tinh thứ ba từ Trái Đất.
Những người theo Vanga cho biết bà có thể đoán đúng ngày chết của mình, và ngay trước khi bà chết, bà đã nói rằng một bé gái mù 10 tuổi sống ở nước Pháp sẽ kế thừa khả năng của bà, và rằng mọi người sẽ sớm biết đến cô bé.
Một số bằng chứng cũng đã được đưa ra rằng Baba Vanga đã không đưa ra nhiều dự đoán được quy chụp là của bà, nhưng mọi người thường gán cho những "lời tiên tri" giả mạo mới gán là của bà kể từ khi bà qua đời, và việc không có bản ghi chép nào về những lời tiên tri của bà, khiến cho bất kỳ dự đoán được quy vào bà là khó khẳng định được. Hơn nữa việc vài khẳng định tiên tri trên trở thành hiện thực (dù vẫn chưa biết là có phải của Vanga hay không) có thể do nhiều người quá tin vào chúng vì có uy tín của Vanga và xuất hiện hiệu ứng "lời tiên tri tự hoàn thành".

## Cứu chữa
Ngoài khả năng tiên tri, Vanga còn được tin là một người biết chữa bệnh, nhưng chỉ thông qua các loại thuốc thảo dược. Theo bà, người dân phải được cứu chữa bằng loại thảo dược ở chính quốc gia của họ. Bà quy định rửa các loại thảo dược theo một công thức riêng, chỉ ra một vài tác dụng của nó. Vanga không phản đối các loại thuốc chủ đạo (thuốc viên), mặc dù bà nghĩ rằng sử dụng thuốc này quá nhiều không tốt cho sức khỏe con người.

## Các tranh luận
Vanga được nhiều người biết đến mối quan hệ gần gũi với chính phủ Todor Zhivkov và trong nhiều dịp, bà xuất hiện trên ti vi cùng với những quan chức cấp cao trong Đảng cộng sản. Điều đó đã làm xuất hiện ý kiến cho rằng Vanga đã sử dụng các dữ liệu thu thập được bởi các hoạt động bí mật để thu hút nhiều người tin vào mình. Đến nay điều này vẫn chưa được điều tra và làm rõ. 
Những người cáo buộc bà nói quá mơ hồ rằng – những lời tiên tri khó hiểu của bà có thể áp dụng cho một sự kiện trong tương lai, vấn đề chỉ là sớm hay muộn mà thôi.
Vanga còn được biết đến là người đã trừng phạt những kẻ mà bà cho là xấu và tội lỗi. Những hành động của người phạm tội thường được bà vạch trần một cách chi tiết trước khi bà gửi họ đi.
Những người tin bà cho rằng có nhiều thông tin mà Vanga muốn giấu, nhất là những tin tức xấu, từ những người có liên quan. Điều này là do lòng nhân đức của bà (và được xác nhận bởi những người thân của bà) không muốn để lại sự buồn rầu, lo lắng cho những vị khách. Vanga nói rằng bà không được tiết lộ những sự thật nhất định cho bất kỳ ai.

## Hậu duệ
Trước khi qua đời vào năm 1996, nhà nữ tiên tri huyền thoại người Bulgaria Vanga trăn trối lại là sau vài năm sẽ xuất hiện người kế tục bà với những khả năng tiên tri đặc biệt hệt như bà. Đó sẽ là một cô bé sinh ra tại khu vực giữa châu Âu vào thời kỳ xảy ra những biến cố nguy hiểm. Rút cuộc, vào năm 2009, một tờ báo Pháp đăng tải một bài ngắn về một cô bé có khả năng nhìn thấy tương lai và biết giao tiếp với người ngoài hành tinh. Cô bé sinh ra tại thành phố Montpellier miền nam nước Pháp, tên là Kaede Uber.

## Liên kết
- Stephen Kinzer: Rupite Journal; For a Revered Mystic, a Shrine Now of Her Own in The New York Times, 5 tháng 4 năm 1995
- FOLKLORICA Journal of the Slavic and East European Folklore Association Volume VIII, Number 1, Spring 2003 Lưu trữ ngày 25 tháng 4 năm 2005 tại Wayback Machine
- Ideological Drive Against Paraperception Lưu trữ ngày 16 tháng 9 năm 2008 tại Wayback Machine Radio Free Europe, 24 tháng 3 năm 1983, in Open Society Archives
- (tiếng Nga) An article by Natalia Baltzun, translated by Kristina Hristova (Bulgaria)
- (tiếng Nga) Vanga's Prophecies: Product of the Bulgarian Secret Services
- Vanga - The bulgarian predictor (BG)
- Stoyanova, Krasimira (1996). The truth about Vanga. Sofia: Balgarski Pisatel. ISBN 954-443-170-5.
(Стоянова, Красимира (1996). Истината за Ванга. София: Български Писател. ISBN 954-443-170-5.)
- NOTES FROM HISTORY: Baba Vanga Lưu trữ ngày 15 tháng 11 năm 2016 tại Wayback Machine, The Sofia Echo, ngày 19 tháng 12 năm 2005
- Baba Vanga